# Междуцарствие 1825 года

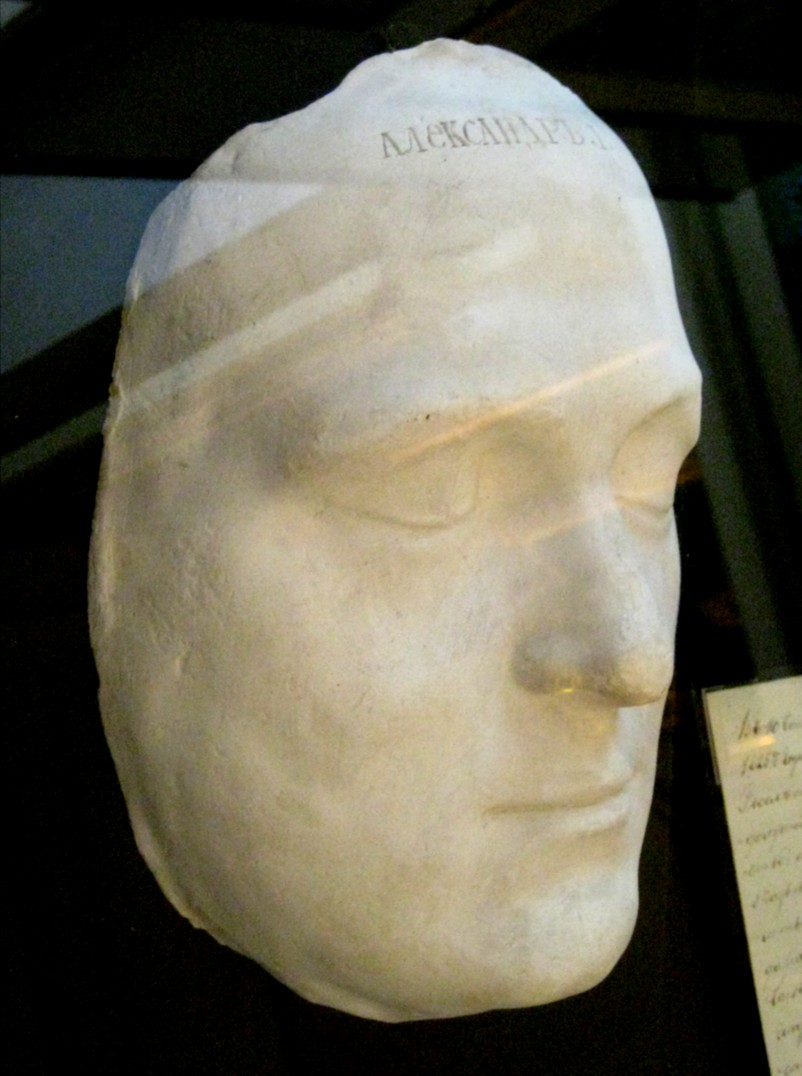
Посмертная маска Александра I

Междуца́рствие 1825 года — промежуток политической неопределённости в Российской империи, последовавший за смертью 19 ноября (1 декабря) в Таганроге императора Александра I. Он был использован декабристами для выступления на Сенатской площади 14 (26) декабря того же года.

## Обзор событий
Согласно павловскому закону о престолонаследии после смерти бездетного Александра престол должен был унаследовать следующий по старшинству брат Константин Павлович (также бездетный). Лишь немногие приближённые императора знали, что Константин заранее отрёкся от наследования престола, что давало преимущество следующему брату, крайне непопулярному среди высшей военно-чиновничьей элиты Николаю Павловичу.
Более того, ещё до обнародования секретного документа об отречении Константина под давлением генерал-губернатора Санкт-Петербурга графа М. А. Милорадовича великий князь Николай Павлович поспешил отказаться от прав на престол в пользу Константина.
27 ноября (9 декабря) население Петербурга, а несколькими днями позже и Москвы было приведено к присяге Константину, несмотря на то, что официального манифеста о вступлении на престол не появилось. Номинально в России появился новый император, было даже отчеканено несколько пробных монет с его изображением. При этом Константин престола не принимал, но и формально не отказывался от него в качестве императора. Создалось двусмысленное и крайне напряжённое положение междуцарствия.
Состояние неопределённости длилось очень долго. Высшее чиновничество, включая Милорадовича, всячески затягивало окончательное решение вопроса в расчёте на то, что слывший либералом Константин изменит своё решение и всё-таки согласится взойти на престол. После повторного отказа Константина Павловича от короны Сенат в результате долгого ночного заседания 13 (25) — 14 (26) декабря 1825 года признал права на престол Николая Павловича. На 14 (26) декабря была назначена вторая присяга — «переприсяга» Николаю I. Наступил момент, которого ждали декабристы — смена власти. Члены тайного общества решили выступать.

## Отречение Константина

Конверт, в котором хранился манифест 1823 года

В 1801 году, после гибели отца и с воцарением старшего брата Александра I, 22-летний Константин стал наследником престола. Это следовало из павловского закона 1797 года и было всем известно. Однако в тексте присяги Александру I он упомянут не был. Вместо этого присяга приносилась, в нарушение павловского закона, «Императору Александру Павловичу <…> и Его <…> Наследнику, который назначен будет». Причиной опущения имени Константина была надежда Александра I на потомство в браке с Луизой Марией Августой Баденской, и такой абстрактной формулировкой исключалась необходимость повторной присяги на случай, если у него родится сын. При этом сам Константин царствовать не хотел и прибавлял: «Меня задушат, как задушили отца».
Хотя Положение об императорской фамилии, препятствовавшее наследованию престола детьми от неравного брака, и не лишало лично его прав на престол, в 1823 году Константин, ссылаясь на морганатический брак с польской графиней Грудзинской и неспособность к государственному управлению, тайно отрёкся от престолонаследия. Это отречение было оформлено в виде манифеста Александра I от 16 (28) августа 1823 года, который следовало огласить после его кончины. В силу этого решения наследником престола становился следующий брат, великий князь Николай Павлович. В конце августа 1823 года манифест в конверте с собственноручной надписью государя: «Хранить в Успенском соборе с государственными актами, до востребования моего, а в случае моей кончины открыть московскому епархиальному архиерею и московскому генерал-губернатору, в Успенском соборе, прежде всякого другого действия» был передан московскому архиепископу Филарету. Копии хранились в Государственном Совете, Сенате и Синоде. О содержимом конверта знали только Филарет, князь А. Н. Голицын и граф А. А. Аракчеев.
Николай был в курсе этих планов как минимум с 1819 года, однако о существовании манифеста не знал до момента его обнародования после смерти Александра I.

## Хроника событий

### Известия о смерти Александра I
25 ноября (7 декабря) цесаревичем в Варшаве был получен из Таганрога рапорт о кончине Александра I, в котором начальник Главного штаба И. И. Дибич обращался к Константину Павловичу уже как к императору.

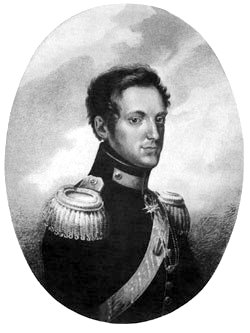
Великий князь Николай Павлович в 1825 году

Свою реакцию Константин изложил в письмах к императрице-матери и — в соответствии с тайным манифестом о наследовании престола — к новому императору. В частном письме Николаю он напомнил ему о воле Александра Павловича: «Не сомневаясь, что ты, любезный брат, привязанный к покойному душой и сердцем, в точности исполнишь его волю и то, что было сделано с его соизволения, приглашаю тебя распорядиться соответственно тому…» В официальном послании на имя Императора Николая Павловича он подтвердил, что

«по силе Высочайшего собственноручного рескрипта покойного Государя Императора, от 2 февраля 1822 года ко мне последовавшего, на письмо мое к Его Императорскому Величеству, об устранении меня от наследия Императорского Престола, которое было предъявлено родительнице нашей, удостоилось как согласия, так и личного её Величества мне о том подтверждения, уступаю Вам право мое на наследие Императорского Всероссийского Престола».
— Грамота Его Императорского Высочества Цесаревича и Великого Князя Константина Павловича к Его Императорскому Величеству Николаю Павловичу
26 ноября (8 декабря) эти письма были отправлены в Петербург с великим князем Михаилом Павловичем.
В Петербурге известие из Таганрога о кончине императора Александра I было получено только утром 27 ноября (9 декабря).

### Присяга Константину

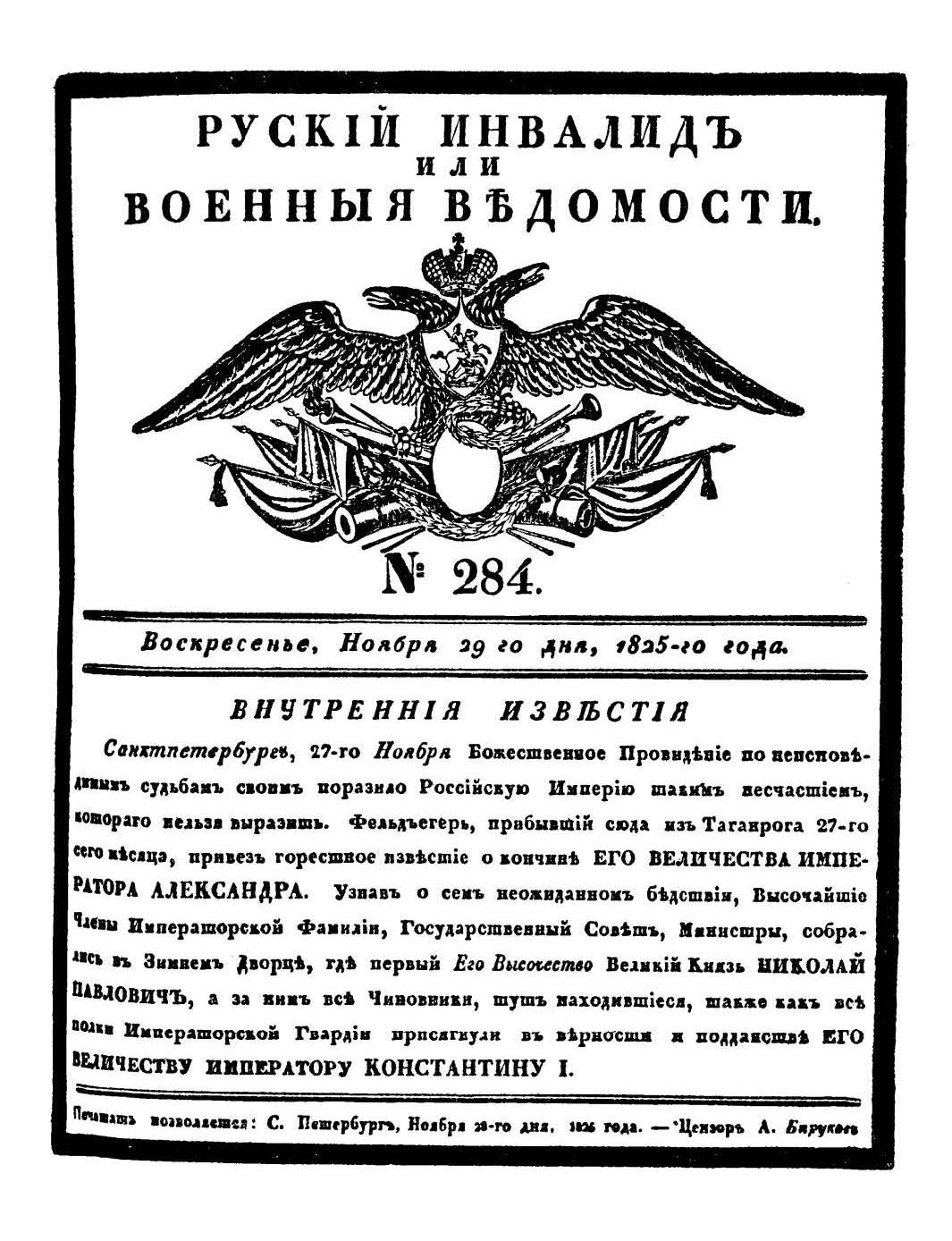
Объявление о кончине Александра I и присяге императору Константину I в «Русском инвалиде» от 29 ноября 1825 г.

В этот же день после некоторых колебаний Николай Павлович первым принёс присягу Константину и приказал привести к присяге дворцовый караул и собравшихся в Александро-Невской лавре высших гражданских и военных чиновников, а затем и гвардию. На состоявшемся через несколько часов заседании Государственного совета были оглашены тайные документы о престолонаследии, но его члены решили последовать примеру Николая Павловича и присягать Константину.
Константину были отправлены официальные документы: докладная записка и копия журнала Государственного совета за 27 ноября (9 декабря) и донесения о присяге. В личном письме Николай Павлович написал старшему брату в Варшаву письмо с известием о принесении присяги и с просьбой прибыть в Петербург:

«Любезный Константин! Предстаю перед моим Государем с присягою… которую уже и принёс ему со всеми меня окружавшими, в церкви, в ту самую минуту, когда разразилась над нами весть о жесточайшем из всех несчастий. Как сострадаю я тебе и как все мы несчастливы! Бога ради, не покидай нас и не оставляй одиноких. Твой брат, верный подданный на жизнь и на смерть Николай».

### Развитие ситуации
В последовавшие за 27 ноября (9 декабря) дни принятие присяги продолжалось. 30 ноября (12 декабря) присяга была проведена в Москве.
Пушкин писал П. А. Катенину из Михайловского 4 (16) декабря 1825:

Как верный подданный, должен я, конечно, печалиться о смерти государя; но, как поэт, радуюсь восшествию на престол Константина I. В нём очень много романтизма; бурная его молодость, походы с Суворовым, вражда с немцем Барклаем напоминают Генриха V. — К тому ж он умён, а с умными людьми всё как-то лучше; словом, я надеюсь от него много хорошего.

2 (14) декабря Константин Павлович ответил на письмо Николая Павловича от 27 ноября (9 декабря), что его «намерение неподвижно и освящено покойным моим благодетелем и государем. Твоего предложения прибыть скорее в Петербург я не могу принять и предваряю тебя, что удалюсь ещё дальше, если всё не устроится в согласность воле покойного нашего государя».
3 (15) декабря прибыл в Петербург великий князь Михаил Павлович с подтверждением отказа цесаревича Константина Павловича от престола. На сомнения Михаила, «что теперь будет при второй присяге в отмену прежней и как Бог поможет все это кончить», Николай ответил: «Едва ли есть повод тревожиться, когда первая присяга была совершена с такою же покорностию и так же спокойно»

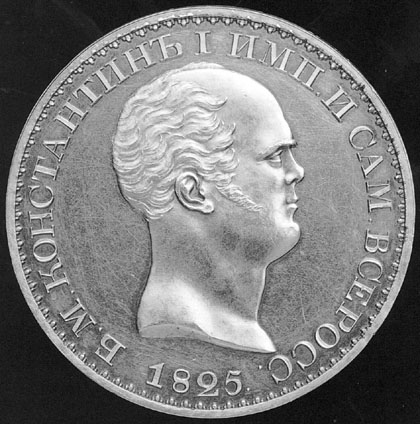
Константиновский рубль

Тем не менее, Николай решил отправить старшему брату в Варшаву письмо с просьбой подписать манифест об отречении, который мог бы стать причиной и объяснением новой присяги.
6 (18) декабря по распоряжению министра финансов, графа Е. Ф. Канкрина на монетном дворе начали чеканить пробные рубли с профилем нового императора и надписью «Б. М. КОНСТАНТИНЪ I ИМП. И САМ. ВСЕРОСС». Типографии приступили к печатанию портретов нового российского императора, приказов, паспортов и других государственных документов с печатными заголовками «…по указу императора Константина Павловича».
7 (19) декабря из письма, отправленного из Варшавы 2 (14) декабря, Николай понял, что Константин считает принесённую ему присягу нарушением воли Александра I, приехать в Петербург отказывается и угрожает уехать за границу, «если всё не устроится сообразно воле покойного нашего императора». Сам Николай впоследствии описывал эту ситуацию так:

 Константин, мой Государь, отверг присягу, которую я и вся Россия ему принесли. Я был его подданный: я должен был ему повиноваться.— Письма императора Николая I родным 
Нежелание Константина приехать в столицу или подписать официальное отречение подтолкнуло Николая к решительным шагам и написанию манифеста о своём вступлении на престол. Окончательный текст манифеста, подготовленного М. М. Сперанским и подписанного Николаем, датирован 12 (24) декабря. В тексте манифеста датой начала царствования Николая задним числом указана дата кончины Александра I — 19 ноября (1 декабря), соответственно, все события междуцарствия были отнесены к правлению Николая, а присяга и иные меры, исходившие из того, что царствует Константин, стали недействительными.
Из манифеста о вступлении на престол Николая I:

Мы в актах сих видели отречение Его Высочества, при жизни Государя Императора учиненное и согласием Его Величества утвержденное; но не желали и не имели права сие отречение, в свое время всенародно не объявленное и в закон не обращенное, признавать навсегда невозвратным. Сим желали Мы утвердить уважение Наше к первому коренному отечественному закону, о непоколебимости в порядке наследия Престола. И вследствие того, пребывая верным присяге, Нами данной, Мы настояли чтобы и все Государство последовало Нашему примеру; и сие учинили Мы не в пререкание действительности воли, изъявленной Его Высочеством, и еще менее в преслушании воли покойного Государя Императора, общего Нашего Отца и Благодетеля, воли, для Нас всегда священной, но дабы оградить коренный закон о порядке наследия Престола от всякого прикосновения, дабы отклонить самую тень сомнения в чистоте намерений Наших, и дабы предохранить любезное Отечество Наше от малейшей, даже и мгновенной, неизвестности о законном его Государе...
...Ныне, получив и сие окончательное изъявление непоколебимой и невозвратной Его Высочества воли, извещаем о том всенародно, прилагая при сем:
1) Грамоту Его Императорского Высочества Цесаревича и Великого Князя Константина Павловича к покойному Государю Императору Александру Первому;
2) Ответную Грамоту Его Императорского Величества;
3) Манифест покойного Государя Императора, отречение Его Высочества утверждающий и Нас Наследником признавающий;
4) Письмо Его Высочества к Государыне Императрице Марии Феодоровне, Любезнейшей Родительнице Нашей;
5) Грамоту Его Высочества к Нам. 
В последствие всех сих Актов, и по коренному закону Империи о порядке наследия, с сердцем, исполненным благоволения и покорности к неисповедимым судьбам Промысла, Нас ведущего, вступая на Прародительский Престол Всероссийской Империи и на нераздельные с Ним Престолы Царства Польского и Великого Княжества Финляндского, повелеваем:
1) Присягу в верности подданства учинить Нам и Наследнику Нашему, Его Императорскому Высочеству Великому Князю Александру Николаевичу, Любезнейшему, Сыну Нашему;
2) Время вступления Нашего на Престол считать с 19 Ноября 1825 года.

### Присяга Николаю
13 (25) декабря на вечернем чрезвычайном заседании Государственного Совета Николай Павлович объявил о своём вступлении (с 19 ноября (1 декабря) 1825 г. — дня смерти Александра I) на престол. Присяга была назначена на 14 (26) декабря.
14 (26) декабря в 7 часов утра в Зимнем дворце одновременно с сенаторами присягу Николаю I принесли генералы и старшие гвардейские командиры, а позже — и члены Государственного совета.
В Москве присягу приняли 18 (30) декабря.

### В провинции
О том как разворачивались события в провинции, оставил воспоминания писатель С. Т. Аксаков, живший в то время в Оренбургской губернии.
6 декабря, на именинах у кого-то из соседей, где находились, между прочим, все белебеевские  чиновники и живший в этом городке прежний наш губернатор М. А. Наврозов, получили мы известие, что государь Александр Павлович скончался в Таганроге... 
Когда мы несколько опомнились и вышли из оцепенения, первая мысль представилась: кто будет царём? Все присутствующие, кроме меня и Наврозова, не сомневались, что преемником Александра Павловича будет цесаревич Константин; но мы с Наврозовым были убеждены в противном. Мы очень хорошо помнили, что в 1820 году был расторгнут брак цесаревича с его законною супругою и последовал манифест, которым узаконялось, что всякий член императорской фамилии, вступивший в брачный союз с лицом, не принадлежащим к владетельному дому, не может сообщать ему права императорской фамилии и что дети их на престол никогда взойти не могут. Вслед за тем цесаревич женился на графине Лович, полячке и католичке, – как же можно было ей сделаться русской императрицей?...

Каково же было моё удивление, когда на другой день поутру уведомили меня из города, что с нарочным курьером получен указ правительствующего сената, извещающий о кончине императора Александра I и о присяге законному наследнику его Константину Павловичу. Сильно смущённый, поехал я немедленно в Белебей, чтоб потолковать с Наврозовым. Там уже все присягнули. Людям, понимавшим сколько-нибудь дело, крепко не нравилась новая императрица, хотя, по слухам, она была превосходная женщина. «Веру-то переменит, – говорил мой родственник, уездный судья Бунин. – Это пустое, будто католички веры не меняют. Для всероссийского престола можно и две веры переменить. Да вот беда: кровь-то в ней польская; будет руку поляков держать, а Константин Павлович, говорят, и без того в них души не чает». Оставшись наедине с Наврозовым, сообщили мы друг другу свои тревожные опасения и расстались убеждёнными, что дела так идти не могут. Недели через три прочли мы в «Московских ведомостях» известие о 14 декабря и вслед за тем новый указ о присяге новому императору Николаю Павловичу, а также его манифест с приложением всех бумаг, касающихся до отречения цесаревича Константина Павловича, сначала от права наследия, а потом от престола, – когда уже была принесена ему присяга во всей России. В уезде, в котором я жил, вторая присяга не произвела никакого смущения; помещики, чиновники и вообще весь грамотный люд не могли сомневаться в правде и подлинности актов и очень были довольны, что цесаревич не будет императором, потому что все опасались польского влияния.

### Восстание декабристов
14 (26) декабря участники тайного общества вывели восставших на Сенатскую площадь под предлогом защиты законных прав императора Константина.
Восстание было подавлено (расстреляно картечью).
16 (28) декабря Николай I написал Константину Павловичу: «Дорогой, дорогой Константин! Ваша воля исполнена: я — Император, но какою ценою, Боже мой! Ценою крови моих подданных!»

### Константин после междуцарствия

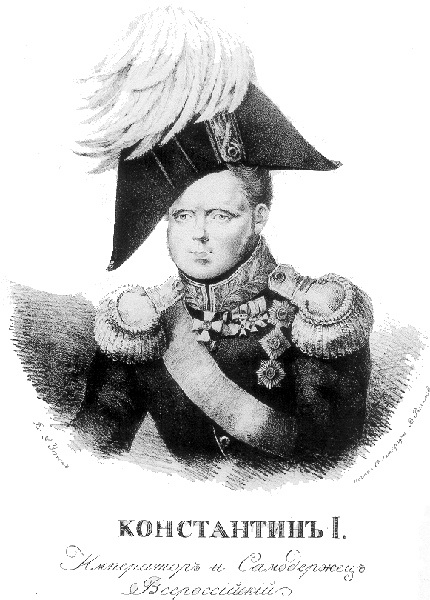
Константин I. Император и самодержец Всероссийский. Декабрь 1825 г.

Через несколько недель после восстания, 4 (16) января 1826 года, Николай I в письме просил брата всё же приехать в Санкт-Петербург.

Я бы во всех отношениях очень желал вашего приезда, как бы ни тяжела была наша встреча. Не скрою от вас, что в войсках наблюдается ещё некоторое беспокойство, что не видят вас, и что ходят слухи, будто бы вы двигаетесь с корпусом на Петербург. Только ваше присутствие может окончательно установить спокойствие в этом отношении <…>

Константин приехал в Москву только на официальную коронацию Николая I в августе 1826 года и вернулся в Варшаву сразу по завершении торжеств.
После отказа от престола Константин до конца жизни продолжал титуловаться цесаревичем. Тем не менее из очереди престолонаследия он был исключён: согласно манифесту 1826 года, после Николая и его сыновей престол наследовал четвёртый брат, Михаил Павлович.

## Теории заговора
В конце XX века в популярной исторической литературе было сформулировано несколько теорий заговора относительно декабрьских событий 1825 года:
- Версия М. М. Сафонова: Декабрьские события подстроила вдовствующая императрица Мария Фёдоровна, желавшая устранить сыновей от наследования престола и стать регентом при малолетнем внуке Александре Николаевиче. Роль её главного сообщника Сафонов отводит Милорадовичу[11].
- Версия В. А. Калинина: Николай и Мария Фёдоровна настояли на присяге Константина с тем, чтобы добиться его отречения от престола в качестве царствующего монарха и тем самым упрочить позиции Николая с юридической точки зрения[12].
- Версия Я. А. Гордина: Милорадович попустительствовал декабристам и нарочно запутывал ситуацию с престолонаследием для того, чтобы добиться вступления на престол Константина, при котором он рассчитывал стать первым министром[13][14].
- Версия В. А. Брюханова: Милорадович желал перехватить верховную власть у Романовых и с этой целью составил заговор с участием Аракчеева, Дибича, Киселёва и лейб-медика, который отравил Александра. Декабристы были послушными орудиями его воли[15].
- Версия Д. Е. Галковского: Александр I был отравлен Константином. При известии о смерти императора Великий князь Николай Павлович вместе со всем семейством и Лейб-гвардией присягнули на верность новому Государю. Однако после утечки информации об истинной причине смерти Александра, Николаем и поддержавшей его семьёй во главе с Императрицей-матерью были немедленно приняты меры по отстранению Константина от власти. Реальное, а не формальное, междуцарствие продолжалось очень долго и закончилось только в 1831 со смертью Константина. Серия событий в этот период времени —  восстание декабристов в Петербурге, восстания в Варшаве, Севастополе, холерные бунты — были инициированы Константином и стоящей за ним польской элитой в рамках борьбы за власть с Николаем[16].